# Shelby Blackstock
Shelby Steven McEntire Blackstock (* 23. Februar 1990) ist ein US-amerikanischer Automobilrennfahrer. Er startete 2015 und 2016 in der Indy Lights.

## Karriere
Blackstock begann seine Motorsportkarriere 2010 im Formelsport und trat in der Skip Barber Summer Series an. Im Winter 2010/11 wurde er Fünfter der Skip Barber Southern Regional Series, und im Sommer 2011 Vierter der Skip Barber Summer Series. Darüber hinaus nahm er an Rennen der Formula Tour 1600 teil. Außerdem debütierte Blackstock 2011 im professionellen Motorsport und wurde Fünfter in der Skip Barber National Championship. Des Weiteren nahm er an GT-Rennen teil und trat für Roush Performance zu vier Rennen der Continental Tire Sports Car Challenge in der GS-Klasse an.
2012 erhielt Blackstock im Formelsport ein Cockpit bei Andretti Autosport für die U.S. F2000 National Championship. Er fuhr zunächst in der Winterserie und wurde dabei Vierter. In der Hauptserie erreichte er mit einem vierten Platz als bestem Ergebnis den achten Rang. Darüber hinaus bestritt er im GT-Fahrzeug für Roush Performance die gesamte Saison der Continental Tire Sports Car Challenge und wurde 15. in der GS-Wertung. 2013 blieb Blackstock bei Andretti Autosport und wechselte in die Pro Mazda Championship. Während sein Teamkollege Matthew Brabham dominant die Meisterschaft gewann, wurde Blackstock mit einem Sieg Gesamtdritter. Er unterlag Brabham intern mit 297 zu 466 Punkten. Außerdem nahm er für Roush Performance an einigen Rennen der Continental Tire Sports Car Challenge teil. 2014 wurde Blackstock zunächst Vierter beim Pro Mazda Winterfest. Auch in der regulären Pro Mazda Championship erreichte er anschließend den vierten Rang. Dabei stand er sechsmal auf dem Podium und setzte sich intern mit 235 zu 199 Punkten gegen Garett Grist durch. In der Continental Tire Sports Car Challenge wechselte er zu Fall-Line Motorsports. Mit dem neuen Rennstall gewann er einmal die GS-Wertung.
2015 erhielt Blackstock ein Indy-Lights-Cockpit bei Andretti Autosport. Mit einem dritten Platz als bestem Ergebnis wurde er Zehnter in der Meisterschaft. Darüber hinaus nahm Blackstock an einem Rennen der United SportsCar Championship 2015 (USCC) teil. 2016 blieb Blackstock bei Andretti Autosport in der Indy Lights. Zwei vierte Plätze waren seine besten Resultate. Er schloss die Saison auf dem achten Gesamtrang ab.

## Persönliches
Blackstock kommt aus einer musikalischen Familie. Seine Mutter ist die Country-Sängerin Reba McEntire, sein Vater der Road-Managers Narvel Blackstock. Sein Bruder Brandon ist der Mann der Sängerin Kelly Clarkson.

## Statistik

### Karrierestationen
| - 2010: Skip Barber, Summer (Platz 24) - 2011: Skip Barber, Southern (Platz 5) - 2011: Skip Barber, Summer (Platz 4) - 2011: Formula Tour 1600 (Platz 47) - 2011: Skip Barber National Championship (Platz 5) - 2011: Continental Tire Sports Car Challenge, GS (Platz 46) | - 2012: U.S. F2000 Winterfest (Platz 4) - 2012: U.S. F2000 National Championship (Platz 8) - 2012: Continental Tire Sports Car Challenge, GS (Platz 15) - 2013: Pro Mazda Championship (Platz 3) - 2013: Continental Tire Sports Car Challenge, GS (Platz 17) - 2014: Pro Mazda Winterfest (Platz 4) | - 2014: Pro Mazda Championship (Platz 4) - 2014: Continental Tire Sports Car Challenge, GS (Platz 20) - 2015: Indy Lights (Platz 10) - 2015: USCC, PC (Platz 38) - 2016: Indy Lights (Platz 8) |

### Einzelergebnisse in der Indy Lights
| Jahr | Team               | 1   | 2   | 3   | 4   | 5   | 6    | 7    | 8    | 9   | 10  | 11  | 12  | 13  | 14  | 15  | 16  | 17  | 18  | Punkte | Rang |
| ---- | ------------------ | --- | --- | --- | --- | --- | ---- | ---- | ---- | --- | --- | --- | --- | --- | --- | --- | --- | --- | --- | ------ | ---- |
| 2015 | Andretti Autosport | STP | STP | LBH | BAR | BAR | INDY | INDY | INDY | TOR | TOR | MIL | IOW | MDO | MDO | LAG | LAG |     |     | 218    | 10.  |
| 2015 | Andretti Autosport | 10  | 11  | 9   | 9   | 10  | 8    | 8    | 8    | 4   | 6   | 11  | 9   | 3   | 6   | 8   | 5   |     |     | 218    | 10.  |
| 2016 | Andretti Autosport | STP | STP | PHO | BAR | BAR | INDY | INDY | INDY | ROA | ROA | IOW | TOR | TOR | MDO | MDO | WGL | LAG | LAG | 227    | 8.   |
| 2016 | Andretti Autosport | 14  | 11  | 14  | 4   | 5   | 10   | 7    | 4    | 13  | 5   | 12  | 10  | 9   | 8   | 5   | 6   | 10  | 11  | 227    | 8.   |